# Aktivitätsanalyse
Die Aktivitätsanalyse ist ein wirtschaftswissenschaftlicher Ansatz der Produktionstheorie, zur Analyse von Produktionssystemen, der in den 1950er Jahren durch die beiden Wirtschaftsnobelpreisträger Tjalling Koopmans und Debreu entwickelt wurde. Sie zählt zusammen mit der Gutenberg-Produktionsfunktion zu den beiden bedeutendsten Entwicklungen der Produktionstheorie. In der Betriebswirtschaft werden einzelne Produktionsstellen bis hin zu ganzen Unternehmen analysiert; in der Volkswirtschaft größere Produktionssysteme von Regionen über ganze Staaten bis hin zur Weltwirtschaft. Sie zählt zu den sogenannten statisch-deterministischen Produktionstheorien, die den Verbrauch von Rohstoffen und die Menge der produzierten Güter innerhalb eines bestimmten Zeitraumes betrachten und dabei davon ausgehen, dass innerhalb dieses Zeitraumes konstante Bedingungen vorherrschen („statisch“, kein technischer Fortschritt, keine Lerneffekte) und alle Produktionsmöglichkeiten sicher vorab bekannt sind („deterministisch“, keine Zufallseffekte wie Maschinenausfälle). Die namensgebenden Aktivitäten werden mathematisch als Punkte in einem n-dimensionalen Raum interpretiert und daher auch als Produktionspunkte bezeichnet. Jede Koordinate dieser Punkte gibt dann an, wie viel eines Gutes bei der entsprechenden Produktion erzeugt wird (positive Koordinate) oder verbraucht wird (negative Koordinate). Die Menge aller technisch möglichen Aktivitäten wird als Technologiemenge bezeichnet.
Frühere Produktionstheorien machten stark einschränkende Annahmen über die Gestalt der Technologiemenge. Häufig wurde angenommen, dass sie sich durch eine zweimal differenzierbare Funktion beschreiben lässt. Die Aktivitätsanalyse dagegen macht nur sehr wenige, einfache Grundannahmen, die daher auch als Axiome bezeichnet werden. Dazu zählt beispielsweise die Annahme, dass es immer technisch möglich ist, nicht zu produzieren. Mathematisch bedeutet dies, dass der Koordinatenursprung immer zur Technologie gehört. Wegen dieser geringen Einschränkungen ist die Aktivitätsanalyse ein sehr abstraktes Konzept, das sich zur Modellierung vieler verschiedener Produktionssysteme eignet. Möglich sind beispielsweise Produktionen, die aus einem einzelnen Gut mehrere Güter erzeugen wie bei der chemischen Analyse, Montageprozesse, die aus mehreren Gütern nur eines herstellen, und auch mehrstufige oder zyklische Produktionen, die einen Teil der Produkte selbst wieder verbrauchen. Dies betrifft z. B. Hefe bei einem Bäcker oder Maschinen eines Maschinenherstellers. Aber auch die Weltwirtschaft ist ein in sich geschlossenes Wirtschaftssystem.
Die Modellierung erfolgt in mehreren Schritten: Ausgehend von allen technisch möglichen Aktivitäten, werden nach und nach ökonomisch unsinnige Aktivitäten von der weiteren Betrachtung ausgeschlossen. Dies betrifft beispielsweise Aktivitäten, die nur Güter verbrauchen, aber keine erzeugen, oder solche, die unnötig viel verbrauchen. Bei den verbliebenen Aktivitäten können dann die Güter mit Preisen bewertet werden, um so zu Kosten und Erlösen zu gelangen. Anschließend ist es möglich, optimale Produktionsprogramme zu berechnen oder Verrechnungspreise. Auch Bedarfsermittlungen und Effizienzanalysen sind möglich. Die Aktivitätsanalyse dient auch als theoretisches Fundament der Prozesskostenrechnung.
Umweltorientierte Erweiterungen beziehen ausdrücklich die Erzeugung unerwünschter Objekte, wie Abfall, Lärm, Schadstoffen oder Abgasen mit ein. Dadurch ist es möglich, die Wirkungen von gesetzlichen Grenzwerten, Umweltsteuern oder Emissionszertifikaten zu modellieren und ihre ökologischen und ökonomischen Folgen vorauszusagen. Des Weiteren ist auf Basis zyklischer Modelle eine Planung des Recyclings und Stoffstrommanagements möglich.

## Aktivitäten
Produktionen, an denen k verschiedene Güterarten beteiligt sind, werden in der Aktivitätsanalyse in einem k-dimensionalen reellen Raum dargestellt, der auch als Güterraum bezeichnet wird. Es ist dabei unerheblich, ob diese Güter bei der Produktion verbraucht oder erzeugt werden. Die Mengen der verbrauchten Güter (Faktormengen, Einsatzmengen, Inputmengen) werden durch den Vektor x dargestellt.
{\displaystyle x={\begin{pmatrix}x_{1}\\\vdots \\x_{k}\end{pmatrix}}}
Die einzelnen Einträge des Vektors sind positiv, falls das entsprechende Gut verbraucht wird, und sonst null. Die Mengen der erzeugten Güter (Produktionsmengen, Ausbringungsmengen, Outputmengen) werden durch den Vektor y dargestellt.
{\displaystyle y={\begin{pmatrix}y_{1}\\\vdots \\y_{k}\end{pmatrix}}}
Hier sind die Einträge positiv, falls das Gut erzeugt wird, und andernfalls gleich null. Um diese Mengen nicht mit dem mathematischen Konzept einer Menge zu verwechseln, werden sie häufig auch als Faktorquantitäten beziehungsweise Produktquantitäten bezeichnet. Häufig ist jedoch nur die Veränderung der Quantitäten von Interesse. Sie werden im Vektor z zusammengefasst, der sich ergibt als
{\displaystyle z=y-x={\begin{pmatrix}y_{1}-x_{1}\\\vdots \\y_{k}-x_{k}\end{pmatrix}}={\begin{pmatrix}z_{1}\\\vdots \\z_{k}\end{pmatrix}}}.
Dieser Vektor wird als Aktivität bezeichnet oder auch als Produktionspunkt oder kurz Produktion.
Graphisch wird häufig auf die x-y-Darstellung zurückgegriffen, zur mathematischen Beschreibung eher die z-Darstellung.

## Technologien
Die Menge aller technisch möglichen Aktivitäten wird als Technologie(menge) oder Technik {\displaystyle T} bezeichnet. Sie ist eine Teilmenge des Güterraumes.
{\displaystyle T=\{z|{\text{z ist technisch möglich}}\}}
Für Technologien werden fünf Grundannahmen gemacht, die auch als Axiome bezeichnet werden und teils aus naturwissenschaftlichen Gesetzmäßigkeiten sich ergeben, teils auch aus ökonomischen oder praktischen Überlegungen heraus entstanden.
1. Abgeschlossenheit der Technologie
2. Möglichkeit der Untätigkeit
3. Unmöglichkeit des Schlaraffenlandes
4. Unumkehrbarkeit der Produktion
5. Möglichkeit Ertragreicher Produktion

Abgeschlossenheit der Technologie
Abgeschlossenheit bedeutet, dass Randpunkte jeweils Elemente der Technologiemenge sind. Diese Annahme resultiert aus mathematischen Zweckmäßigkeitsüberlegungen heraus.
Unmöglichkeit des Schlaraffenlandes
Die als Unmöglichkeit des Schlaraffenlandes bezeichnete Grundannahme ergibt sich aus der Energieerhaltung und dem ersten Hauptsatz der Thermodynamik. Sie schließt Produktionen aus, die nur Güter erzeugen und dabei keine Güter verbrauchen.
Unumkehrbarkeit der Produktion
Die Unumkehrbarkeit der Produktion ergibt sich aus dem Entropiegesetz. Man kann zwar die bei einer Montage benutzten Teile durch Demontage wiedergewinnen, aber nicht die dabei vergangene Zeit. Mathematisch formuliert ist die Schnittmenge einer Technologie und ihrer Umkehrung die Untätigkeit.
Möglichkeit ertragreicher Produktion
Produktionen, die nur aus Gütervernichtungen und der Untätigkeit bestehen, sind ökonomisch gesehen nicht von Interesse. Deshalb wird die Existenz mindestens einer Aktivität angenommen, die Güter erzeugt.